# J. D. Unwin
Joseph Daniel Unwin (1895–1936) fue un etnólogo y antropólogo social inglés que trabajó en la Universidad de Oxford y en la Universidad de Cambridge.

## Contribuciones a la antropología
En Sex and Culture ("Sexo y cultura", 1934), Unwin estudió 80 tribus primitivas y 6 civilizaciones conocidas a través de 5.000 años de historia y sostuvo que había una correlación positiva entre el avance y progreso cultural con la abstinencia sexual. Aldous Huxley describió Sex and Culture como "una obra sumamente importante".
Según Unwin, después de que una nación prospera, se vuelve cada vez más liberal respecto a la moral sexual, por lo que la sociedad pierde su cohesión, su ímpetu y su propósito. El efecto, dice el autor, esto es irrevocable. Unwin también defendió que la igualdad legal entre mujeres y hombres era un prerrequisito necesario para lograr la monogamia absoluta.

## Obras
- Sexual Regulations and Human Behaviour. Londres: Williams & Norgate ltd., 1933.
- Sex and Culture. Londres: Oxford University Press, 1934.
- The Scandal of Imprisonment for Debt. Londres: Simpkin Marshall Limited, 1935.
- Sexual Regulations and Cultural Behaviour. Londres: Oxford University Press, 1935.
- Sex Compatibility in Marriage. Nueva York: Rensselaer, 1939.
- Hopousia: Or, The Sexual and Economic Foundations of a New Society, con introducción de Aldous Huxley. Nueva York: Oskar Piest, 1940.
  - Our Economic Problems and Their Solution (An extract from "Hopousia.") Londres: George Allen & Unwin, Ltd., 1944.

### Artículos seleccionados
- "Monogamy as a Condition of Social Energy,” The Hibbert Journal, Vol. XXV, 1927
- "The Classificatory System of Relationship," Man, Vol. XXIX, Sep., 1929.
- "Kinship," Man, Vol. XXX, Apr., 1930.
- "Reply to Dr. Morant's 'Cultural Anthropology and Statistics'," Man, Vol. XXXV, Mar., 1935.

### Otros
- Dark Rapture: The Sex-life of the African Negro, con una Introducción de J. D. Unwin. Nueva York: Walden Publicación, 1939.